# Balcer Wyszkowski
Balcer Wyszkowski herbu Jastrzębiec – poseł na sejm 1607 roku z Wielkopolski.